# 草野満代の朝なま報道局
『草野満代の朝なま報道局』（くさのみつよのあさなまほうどうきょく）は、TBS（関東地方ローカル）で2002年4月7日から2004年3月28日まで、毎週日曜5:45から6:45まで放送していた報道・情報番組。 制作はTBS報道局（現在：TBSテレビ報道局）。
同時期スタートの「みのもんたのサタデーずばッと」とは制作部門が同じ兄弟番組で、TBSでは時刻フォントも共通だった。

## 概説
「いまが旬」の政治家・財界人・文化人などをゲストに迎え、草野満代らレギュラー陣とトークを繰り広げるのが番組の主な内容だが、番組後期は北朝鮮による日本人拉致問題に絡む事項がトークのメインとなり、救う会メンバーなどがしばしば出演した。
ネット局は、JNN系列一部地域ネットである「サタずば」と異なり南日本放送（MBC）のみであった（そのためか天気コーナーは全国の天気部分で鹿児島の予報について詳しく伝えていた。そのあと関東ローカル天気に移る）が、MBCでの放送は2003年3月を以って打ち切りとなった。その2003年3月にはイラク戦争報道のため、一度だけ毎日放送にもネットされたことがある。

## 出演者
※肩書は当番組放送当時。

### 司会
- 草野満代（TBS契約アナウンサー）
  - 緊急時を除き、和装で出演。
  - 年末の最終放送日には出演しなかった。

### 御意見番
- 田勢康弘（2002年度：日本経済新聞コラムニスト）
- 黒岩徹（2003年度：東洋英和女学院大学教授、元毎日新聞ロンドン支局長ほか）

### アシスタント
- 竹内香苗（TBSアナウンサー）

### お天気コーナー
- 小林豊（TBSアナウンサー）
  - 直後に放送される『JNNニュース』の天気予報も兼任。

## 主なコーナー
- 新聞紙面紹介コーナー
- アテネへの道（2004年1月 - 3月）
- おま田勢コラム（2002年度）/黒岩徹の徹頭徹尾（2003年度）